# Mastira cimicina
Mastira cimicina là một loài nhện trong họ Thomisidae.
Loài này thuộc chi Mastira. Mastira cimicina được Tord Tamerlan Teodor Thorell miêu tả năm 1881.